# Левенштейн, Владимир Иосифович
Владимир Иосифович Левенштейн (20 мая 1935 года, Москва — 6 сентября 2017 года, там же) — советский и российский математик, доктор физико-математических наук.
Ведущий научный сотрудник Института прикладной математики им. М. В. Келдыша.
В 1965 году ввёл понятие дистанции редактирования, названное его именем (расстояние Дамерау — Левенштейна). Статья, посвящённая этому открытию, является одной из самых цитируемых работ в истории Советской и Российской математики.

## Биография
Окончил механико-математический факультет Московского государственного университета им. М. В. Ломоносова в 1958 году. По окончании университета до конца жизни работал в Институте прикладной математики им. М. В. Келдыша.

## Расстояние Левенштейна
Расстояние Левенштейна (также функция Левенштейна) в теории информатики и компьютерной лингвистики является мерой разницы двух последовательностей символов (строк) относительно минимального количества операций вставки, удаления и замены, необходимых для перевода одной последовательности в другую.
Пример:
Чтоб перевести слово «конь» в слово «кот» необходимо совершить одно удаление и одну замену, соответственно дистанция Левенштейна составляет 2:
1. Конь
2. Коть (Заменяем н на т)
3. Кот (Удаляем ь)

Практическим применением дистанции Левенштейна является определение похожести последовательностей символов, к примеру, при проверке правописания или поиске дубликатов.

## Награды
В 2006 году получил престижную награду США — Медаль Ричарда Хэмминга.

## Также
- Код Левенштейна
- Levenshtein automaton